# Universidad Femenil de Fukuoka
La Universidad de Mujeres de Fukuoka (福岡 女子 大学 Fukuoka Joshi Daigaku?) es una universidad pública en la ciudad de Fukuoka, prefectura de Fukuoka, Japón. La escuela predecesora fue fundada en 1923, y consiguió el rango de universidad en 1950.